# Abades (Orense)
Abades (llamada oficialmente San Paio de Abades) es una parroquia española del municipio de Baltar, en la provincia de Orense, Galicia.

## Toponimia
La parroquia también es conocida por el nombre de San Pelayo de Abades.

## Geografía
Hacia el sur, a través de la Raya Seca, limita con Portugal, con el concello de Montalegre.

## Historia
En el Antiguo Régimen pertenecía a la jurisdicción de Baltar. En 1826 tenía 400 habitantes, y en 1846 tenía 276 habitantes. En la jurisdicción eclesiástica forma parte del arciprestazgo de Limia, perteneciente a la diócesis de Orense.

## Organización territorial
La parroquia está formada por cuatro entidades de población:
- A Quinta
- Sabucedo dos Peros
- San Martiño dos Peros
- San Paio

## Demografía
| Gráfica de evolución demográfica de Abades entre 2000 y 2021 |
|                                                              |
| Datos según el nomenclátor publicado por el INE.             |